# سابيني أزيما
سابيني أزيما (بالفرنسية: Sabine Azéma)‏ هي مخرجة وممثلة فرنسية، ولدت في 20 سبتمبر 1949 بباريس في فرنسا. من الجوائز التي نالتها جائزة سيزار لأفضل ممثلة سنة 1985 وجائزة سيزار لأفضل ممثلة سنة 1987.

## أعمال

### أفلام
- (1995) مئة ليلة وليلة
- (1997) نفس الأغنية القديمة[14]
- (2006) مخاوف خاصة في أماكن عامة[15]
- (2009) العشب البري[16]
- (2012) لم ترو شيء بعد[17]

## جوائز وترشيحات
جوائز
- جائزة سيزار لأفضل ممثلة (1985)
- جائزة سيزار لأفضل ممثلة (1987)

ترشيحات
- جائزة الفيلم الأوروبي لأفضل ممثلة (1989)
- جائزة سيزار لأفضل ممثلة مساعدة (1984)
- جائزة سيزار لأفضل ممثلة (1990)
- جائزة سيزار لأفضل ممثلة (1994)
- جائزة سيزار لأفضل ممثلة (1996)
- جائزة سيزار لأفضل ممثلة (1998)
- جائزة سيزار لأفضل ممثلة، عن عمل: نفس الأغنية القديمة (1985)
- جائزة سيزار لأفضل ممثلة، عن عمل: نفس الأغنية القديمة (1987)
- جائزة سيزار لأفضل ممثلة، عن عمل: نفس الأغنية القديمة (1990)
- جائزة سيزار لأفضل ممثلة، عن عمل: نفس الأغنية القديمة (1994)
- جائزة سيزار لأفضل ممثلة، عن عمل: نفس الأغنية القديمة (1996)
- جائزة سيزار لأفضل ممثلة، عن عمل: نفس الأغنية القديمة (1998)
- ديفيد دي دوناتيلو لأفضل ممثلة أجنبية (1987)

## وصلات خارجية
- سابيني أزيما على موقع IMDb (الإنجليزية)
- سابيني أزيما على موقع ألو سيني (الفرنسية)
- سابيني أزيما على موقع أول موفي (الإنجليزية)
- سابيني أزيما على موقع قاعدة بيانات الأفلام السويدية (السويدية)
- سابيني أزيما على موقع إن إن دي بي (الإنجليزية)
- سابيني أزيما على موقع ديسكوغز (الإنجليزية)
- سابيني أزيما على موقع قاعدة بيانات الفيلم (الإنجليزية)
- سابيني أزيما على موقع كينوبويسك (الروسية)